# 宮本憲史
宮本 憲史（みやもと けんじ、1947年8月22日 - ）は、日本の実業家。安田倉庫代表取締役会長・元代表取締役社長。元損保ジャパン・アセットマネジメント代表取締役社長。

## 経歴
- 長崎県出身
- 福岡県立修猷館高等学校、東京大学法学部卒業[1]
- 1971年7月 - 富士銀行入行
- 1992年4月 - 同行アトランタ支店長就任
- 1997年5月 - 同行法人第一部長就任
- 1999年6月 - 同行取締役グローバル企画部長就任
- 2001年5月 - 同行常務執行役員就任
- 2002年4月 - みずほコーポレート銀行常務執行役員就任
- 2003年4月 - 損保ジャパン・アセットマネジメント代表取締役社長就任
- 2008年6月 - 安田倉庫代表取締役副社長就任
- 2009年4月 - 同社代表取締役社長就任
- 2013年6月 - 同社代表取締役会長就任